# Spalt
Spalt – miasto w Niemczech, w kraju związkowym Bawaria, w rejencji Środkowa Frankonia, w regionie Industrieregion Mittelfranken, w powiecie Roth. Leży ok. 15 km na południowy zachód od Roth, nad rzeką Fränkische Rezat.

## Dzielnice
W skład miasta wchodzą następujące dzielnice: 
| - Egelmühle - Enderndorf - Engelhof - Fünfbronn - Großweingarten - Güsseldorf - Hagsbronn | - Heiligenblut - Hohenrad - Höfstetten - Hügelmühle - Kaltenbrunn - Keilberg - Massendorf | - Mosbach - Mühlreisig - Nagelhof - Ottmannsberg - Schnittling - Steinfurt - Stiegelmühle | - Stockheim - Straßenhaus - Theilenberg - Trautenfurt - Untererlbach - Wasserzell - Wernfels |

## Współpraca
Miejscowości partnerskie:
- Bad Sauerbrunn, Austria
- St. Cloud, Stany Zjednoczone

## Zabytki i atrakcje
- Muzeum Chmielu i Piwa (Hopfen- und Biermuseum)
- Muzeum Straży Pożarnej (Feuerwehrmuseum)
- zamek Wernfels
- dworzec kolejowy

## Osoby urodzone w Spalt
- Hubert Schwarz, sportowiec
- Georg Spalatin, teolog, reformator
- Wolfgang Spann, medyk